# Джорджо Капітані
Джорджіо Капітані (італ. Giorgio Capitani; нар. 29 грудня 1927, Париж — пом. 25 березня 2017, Вітербо) — італійський режисер та сценарист.
1954—2012 років зняв 40 фільмів і написав сценарії до 12 фільмів.

## Життєпис
Джорджіо Капітані розпочав свою кар'єру 1946 року як помічник режисера.
Перший його власний фільм «Ти повинен мене забути» був знятий у 1953 році.
Після кількох мелодрам, які не здобули особливої уваги глядачів, він присвятив себе дубляжу.
Його відродження як режисера розпочалося 1964 року, коли він почав знімати комедії. Особливим успіхом користувались «Архангел» (1969), «Хліб, масло і варення» (1977), «Вийдіть вперед, хто змусив мене сміятися» (Vai avanti tu che mi vin da ridere, 1982) та «Героїчна місія — Пожежники-2» (1987).
З кінця 1980-х він почав знімати комедії у вигляді телевізійних постановок.
Періодично Капітані повертався до серйозних фільмів, серед яких особливо успішними були історії про комісара в серіалі «Маршал Рокка» (Il maresciallo Rocca).
Наприкінці ХХ століття він перейшов до більш серйозних, часто біографічних фільмів.
Пішов з життя 25 березня 2017 року в лікарні Бельколе у Вітербо у віці 89 років. Похований на кладовищі «Кампо Верано» в Римі.

## Фільми
- 2014 — Реставратор (Restauratore, Il)
- 2009 — Пуччіні (Puccini)
- 2006 — Папа Лучані: посмішка Бога (Papa Luciani: Il sorriso di Dio)
- 2005 — Каллас і Онассіс (Callas e Onassis), Італія, Франція
- 2005 — Едда (Edda)
- 2002 — Папа Іван XXIII (Papa Giovanni — Ioannes XXIII)
- 2001 — Пам'ять і прощення (Memoria e il perdono, La), Іспанія, Італія
- 2000 — Повернення маленького лорда (Ritorno del piccolo Lord, Il), Італія, Німеччина
- 1988 — І вони не хочуть піти! (E non se ne vogliono andare!)
- 1988 — До побачення і спасибі (Arrivederci e grazie)
- 1987 — Ріміні, Ріміні — рік потому (Rimini, Rimini — un anno dopo)
- 1979 — Омари на сніданок (Aragosta a colazione), Італія, Франція
- 1978 — Мисливці за коханням (Io tigro, tu tigri, egli tigra)
- 1977 — Хліб, масло і варення (Pane, burro e marmellata)
- 1976 — Наповнені палкою пристрастю (Bruciati da cocente passione)
- 1975 — Лялечка гангстера (Pupa del gangster, La), Італія, Франція
- 1973 — Рабиня для всіх, крім тебе — сценарій Джуліо Скарніччі
- 1968 — Безжалісна четвірка (Ognuno per sé), Німеччина, Італія
- 1964 — Геркулес, Самсон, Маціст і Урсус: Непереможні (Ercole, Sansone, Maciste e Ursus gli invincibili), Іспанія, Італія, Франція